# Opouri (rivière)
La rivière Opouri  (en anglais : Opouri River) est un cours d’eau de la région de Marlborough de l’Île du Sud de la Nouvelle-Zélande.

## Géographie
Elle s’écoule en  général vers l’ouest à partir de sa source dans la chaîne de ‘Bull Range’, une crête costale dominant  Marlborough Sounds. Elle rejoint la rivière Rai à 15 km à l’Ouest de la ville de Havelock.